# Bhután zászlaja
Bhután zászlaja Bhután egyik nemzeti jelképe.
Jelenlegi formáját 1965-ben nyerte el, amikor a barnát narancssárgára cserélték, és módosították a sárkány alakját.
A sárkány az ország nevére utal (druk = sárkány); színe a tisztaságot és a lojalitást szimbolizálja. Vicsorgó szája a Bhutánt védelmező istenségek erejét, a karmaiban tartott gyöngyök pedig az ország gazdagságát és nagyszerűségét fejezik ki.
A sárga a király áldásos tevékenységére utal a vallási és az államügyek vonatkozásában, a narancssárga a vallási gyakorlatot képviseli.